# إرفينغ إي. كان
إرفينغ إي. كان (بالإنجليزية: Irving E. Kane)‏ هو سياسي أمريكي، ولد في 1930.